# Rundelen Station
Rundelen Station (Rundelen stasjon eller Rundelen holdeplass) er en tidligere jernbanestation på Gjøvikbanen, der ligger i Lunner kommune i Oppland fylke i Norge. 
Stationen blev oprettet som trinbræt 21. november 1961. Betjeningen med persontog ophørte 11. juni 2006, men stationen er ikke nedlagt formelt.